# MAMA Award para Artista do Ano
O Mnet Asian Music Award para Artista do Ano (hangul: 올해의 가수상) é um daesang (ou grande prêmio) apresentado anualmente pela CJ E&M (Mnet). Foi concedido pela primeira vez na 8ª cerimônia da Mnet Asian Music Awards realizada em 2006; a boy band TVXQ venceu o prêmio. É dado em homenagem para artistas com realização artística, proficiência técnica e excelência global na indústria da música coreana.
Desde 2014, a China UnionPay detém os direitos de nome para este prêmio.

## Vencedores e indicados
| Ano[I]     | Vencedor(es)      | Indicado(s) |
| ---------- | ----------------- | --- |
| 2006 (8ª)  | TVXQ              | - Baek Ji-young - Buzz - Rain - SG Wannabe |
| 2007 (9ª)  | Super Junior      | - Big Bang - SG Wannabe - Wonder Girls - Yangpa |
| 2008 (10ª) | Big Bang          | - Lee Hyori - Seo Taiji - TVXQ - Wonder Girls |
| 2009 (11ª) | 2PM               | |
| 2010 (12ª) | 2NE1              | - 2AM - 2PM - Girls' Generation - Miss A |
| 2011 (13ª) | Girls' Generation | - 2NE1 - Beast - Big Bang - IU |
| 2012 (14ª) | Big Bang          | - Busker Busker - Psy - Sistar - Super Junior |
| 2012 (14ª) | Big Bang          | indicados iniciais - 2NE1 - Ailee - AOA - B.A.P - Baek Ji-young - Beast - BoA - EXO-K - f(x) - G-Dragon - G.NA - Gain - Hello Venus - IU - John Park - Juniel - JYP - K.Will - Kara - Se7en - Shinhwa - Spica - T-ara - TVXQ - Ulala Session                                                        |
| 2013 (15ª) | G-Dragon          | - Cho Yong-pil - Exo - Girls' Generation - Psy |
| 2013 (15ª) | G-Dragon          | indicados iniciais - 2NE1 - 4minute - Ailee - Baek Ji-young - Bumkey - Crayon Pop - f(x) - Infinite - IU - Jung Joon-young - Kim Ye-lim - Ladies' Code - Lee Hi - Lee Hyori - Lee Seung-chul - Lee Seung-gi - Roy Kim - Shinee - Shinhwa - Sistar - Sunmi - Teen Top - U Sung-eun - Yoo Seung-woo   |
| 2014 (16ª) | Exo               | - 2NE1 - Girls' Generation - IU - Taeyang |
| 2014 (16ª) | Exo               | indicados iniciais - Ailee - Akdong Musician - Apink - B1A4 - Beast - Block B - Eddy Kim - Girl's Day - Got7 - Hyolyn - Hyuna - Im Chang-jung - Park Bo-ram - Rain - Roy Kim - Seo Taiji - Sistar - Sunmi - Super Junior - Winner                                                                   |
| 2015 (17ª) | Big Bang          | - Exo - Girls' Generation - Shinee - Zion.T |
| 2015 (17ª) | Big Bang          | indicados iniciais - Ailee - AOA - Apink - BoA - CLC - GFriend - Hyuna - iKon - IU - Jonghyun - Jung Yong-hwa - JYP - Kyuhyun - Lovelyz - Miss A - Monsta X - N.Flying - Oh My Girl - Seventeen - Shinhwa - Sistar - Super Junior - Taeyeon - Twice - UP10TION - Wonder Girls                       |
| 2016 (18ª) | BTS               | - Exo - GFriend - Taeyeon - Twice |
| 2016 (18ª) | BTS               | indicados iniciais - Ailee - Astro - Baek A-yeon - Blackpink - Block B - Bolbbalgan4 - Cosmic Girls - Crush - Gugudan - I.O.I - iKon - Im Chang-jung - Infinite - Jung Eun-ji - KNK - Lee Hi - Mamamoo - NCT 127 - Park Hyo-shin - Pentagon - Psy - Red Velvet - SF9 - Shinee - Wonder Girls - Zico |
| 2017 (19ª) | BTS               | - Exo - IU - Twice - Wanna One |
| 2017 (19ª) | BTS               | indicados iniciais - Blackpink - Bolbbalgan4 - Chungha - Dreamcatcher - G-Dragon - GFriend - Golden Child - Got7 - Heize - Jeong Se-woon - Mamamoo - Momoland - NU'EST W - Pristin - Red Velvet - Samuel - Seventeen - Sunmi - Suzy - Taeyeon - The East Light - Weki Meki - Yoon Jong-shin - Zico  |
| 2018 (20ª) | BTS               | - Blackpink - Mamamoo - Twice - Wanna One |
| 2018 (20ª) | BTS               | indicados iniciais - Crush - GFriend - Got7 - Heize - IU - Momoland - NCT 127 - NU'EST W - Park Hyo-shin - Red Velvet - Sunmi - Zico |
| 2019 (21ª) | BTS               | - Blackpink - Chungha - Exo - Twice |
| 2019 (21ª) | BTS               | indicados iniciais - GFriend - Got7 - Heize - Kang Daniel - Momoland - NCT 127 - NU'EST W - Park Hyo-shin - Red Velvet - Seventeen - Sunmi - Taemin |
| 2020 (22ª) | BTS               | - Blackpink - Exo - IU - Twice |

↑[I]  Cada ano está ligado ao artigo sobre o Mnet Asian Music Awards realizado naquele ano.

## Prêmios múltiplos para Artista do Ano
Ao longo da história do Mnet Asian Music Awards apenas 2 artistas receberam esse prêmio mais de uma vez.
| Artista(s) | Número de prêmios | Primeiro ano premiado | Último ano premiado |
| ---------- | ----------------- | --------------------- | ------------------- |
| BTS        | 5                 | 2016                  | 2020                |
| Big Bang   | 3                 | 2008                  | 2015                |

## Galeria de vencedores
Galeria de artistas indicados com o ano em que foram selecionados como Artista do Ano.

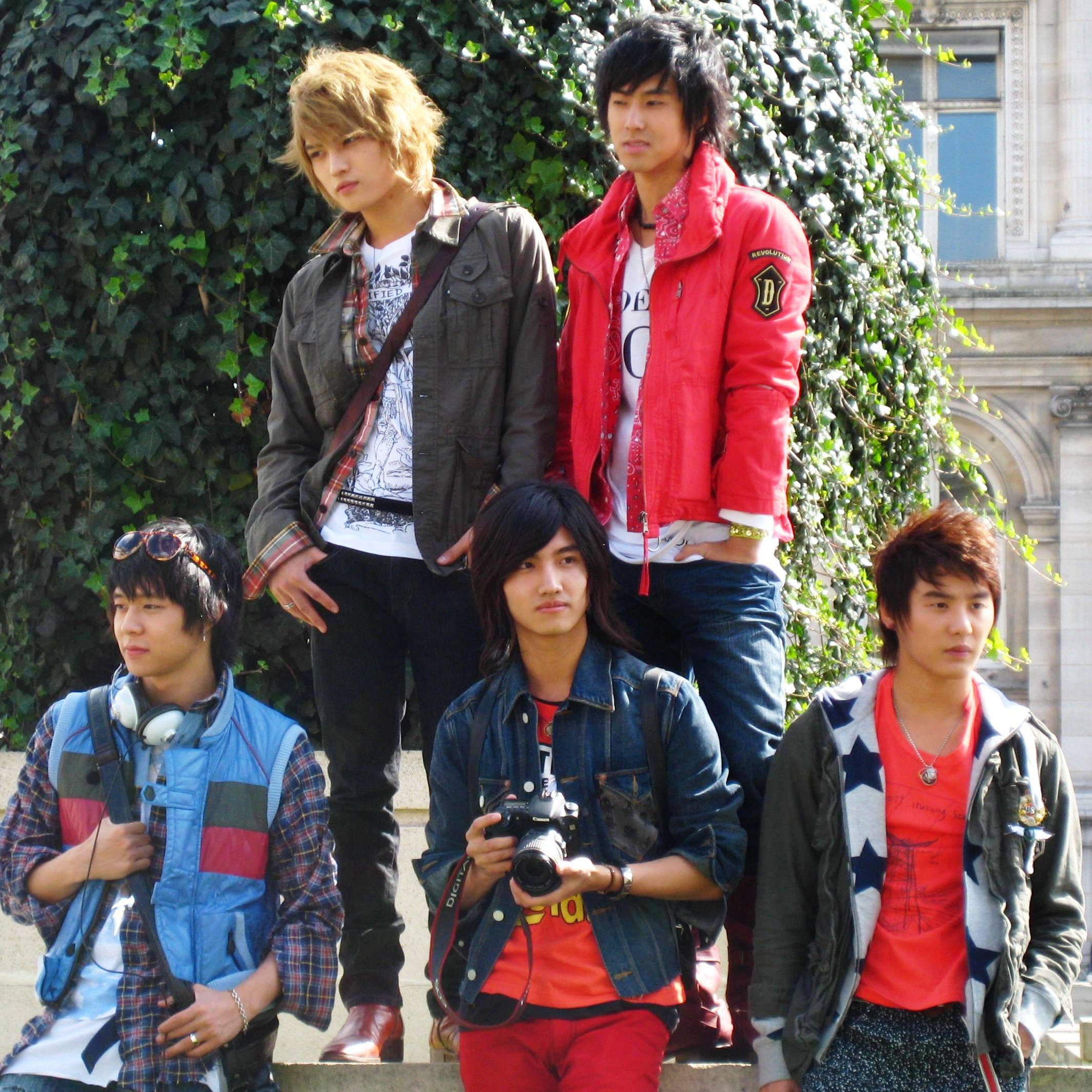
TVXQ (2006)
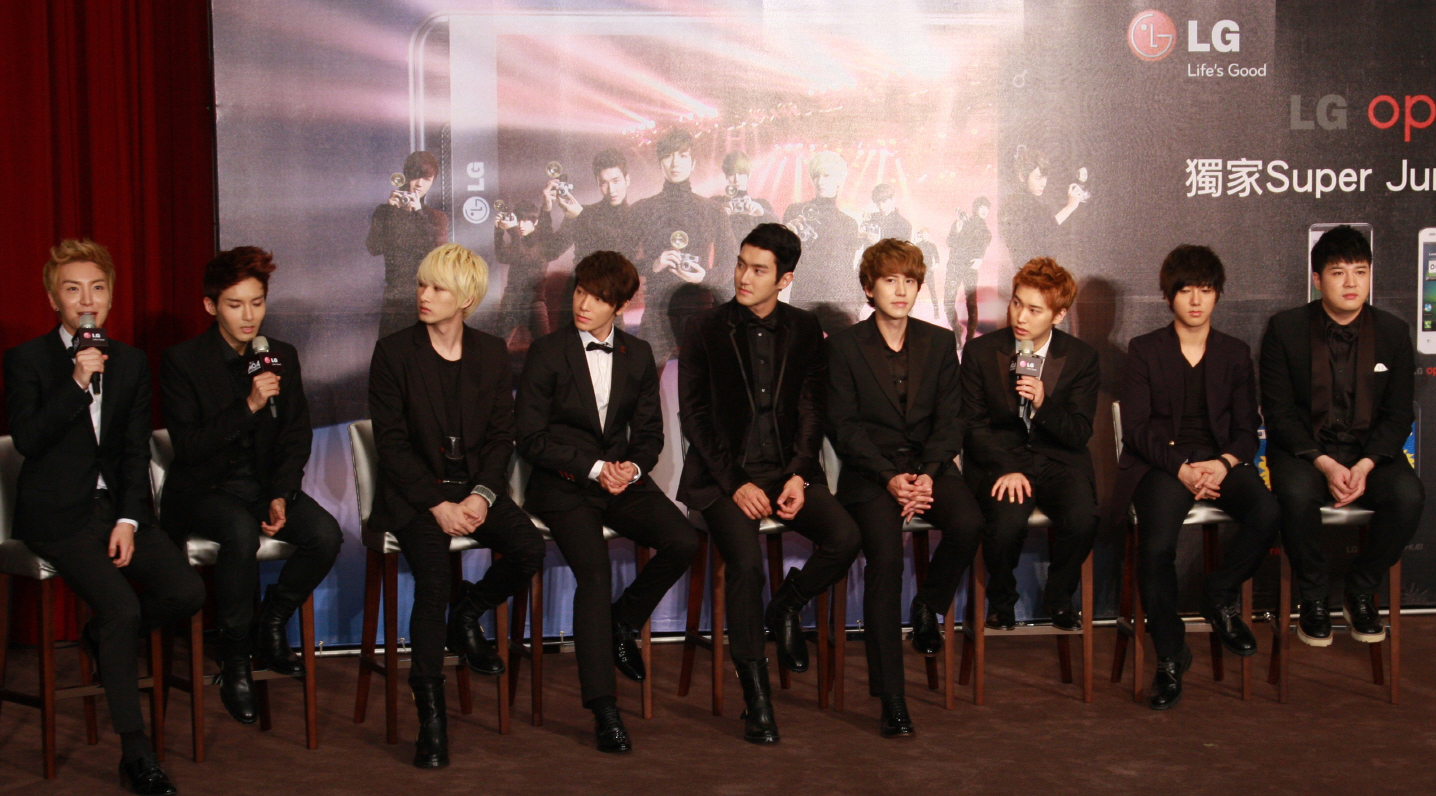
Super Junior (2007)
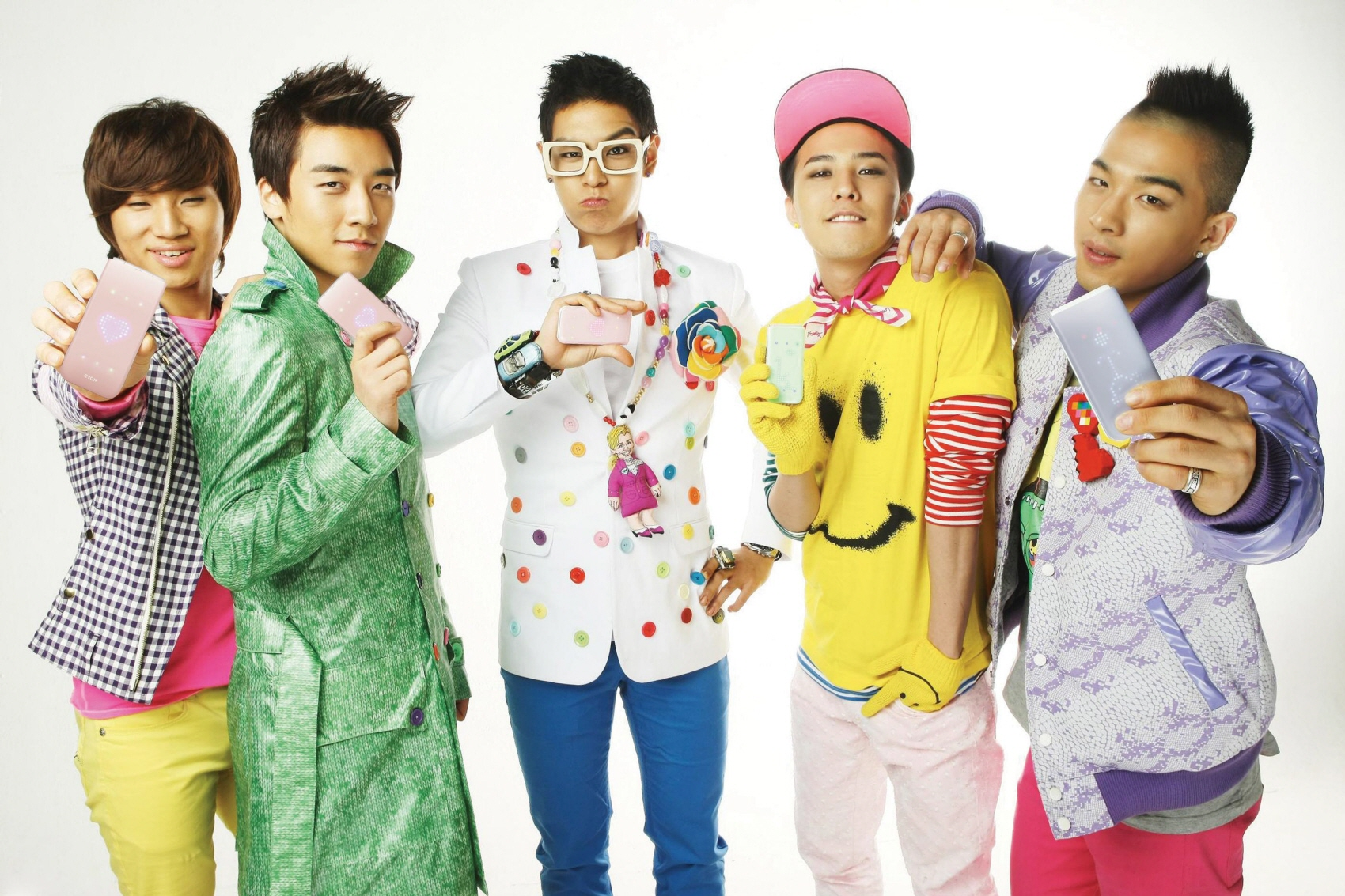
Big Bang (2008, 2012, 2015)
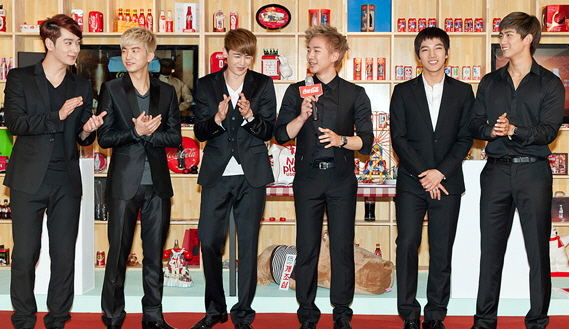
2PM (2009)
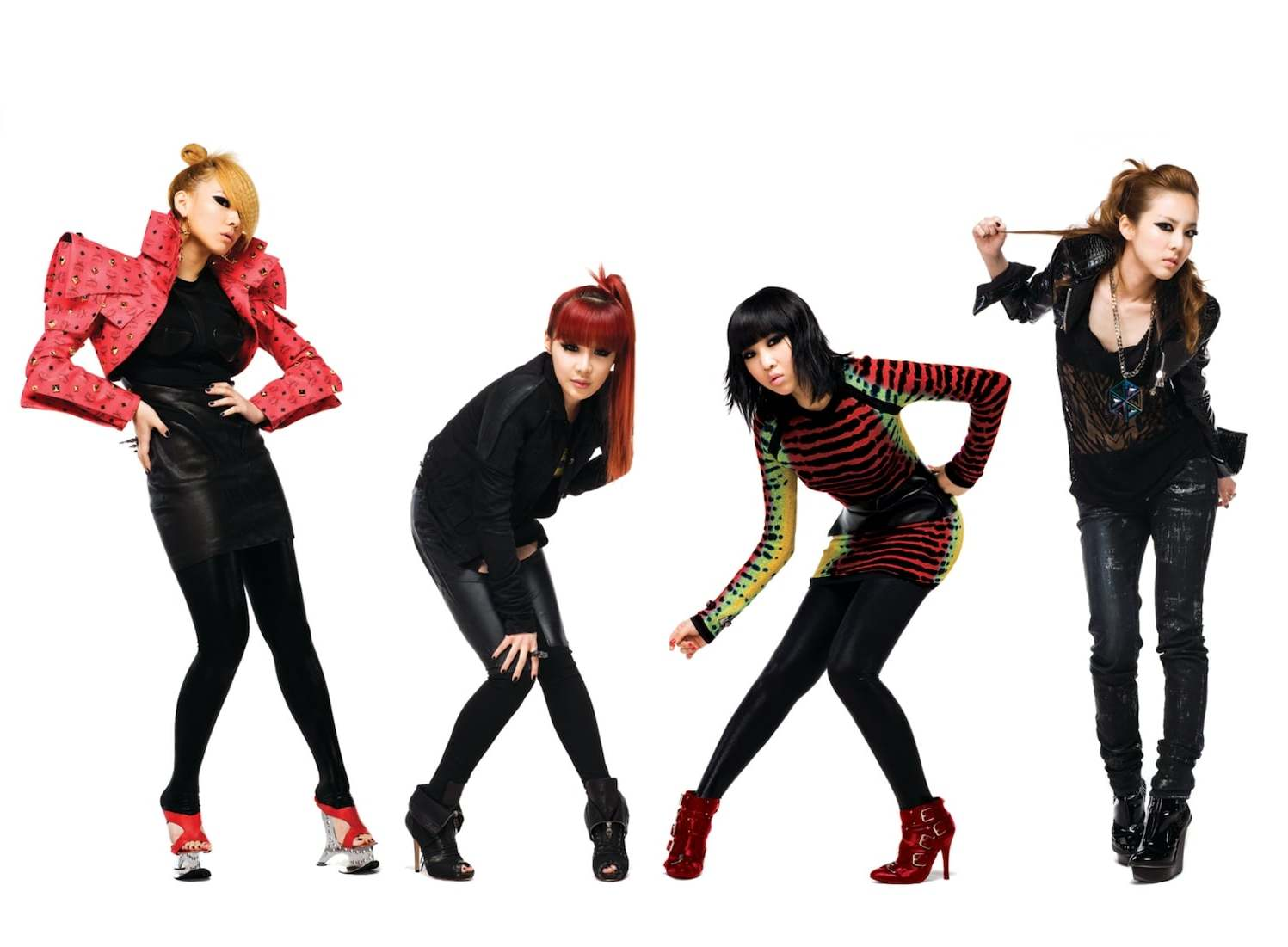
2NE1 (2010)
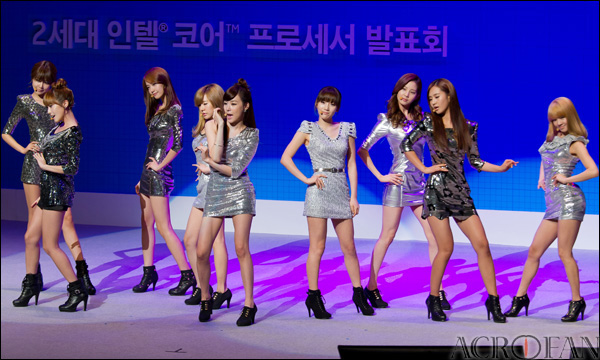
Girls' Generation (2011)
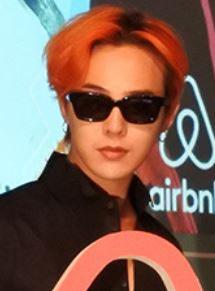
G-Dragon (2013)
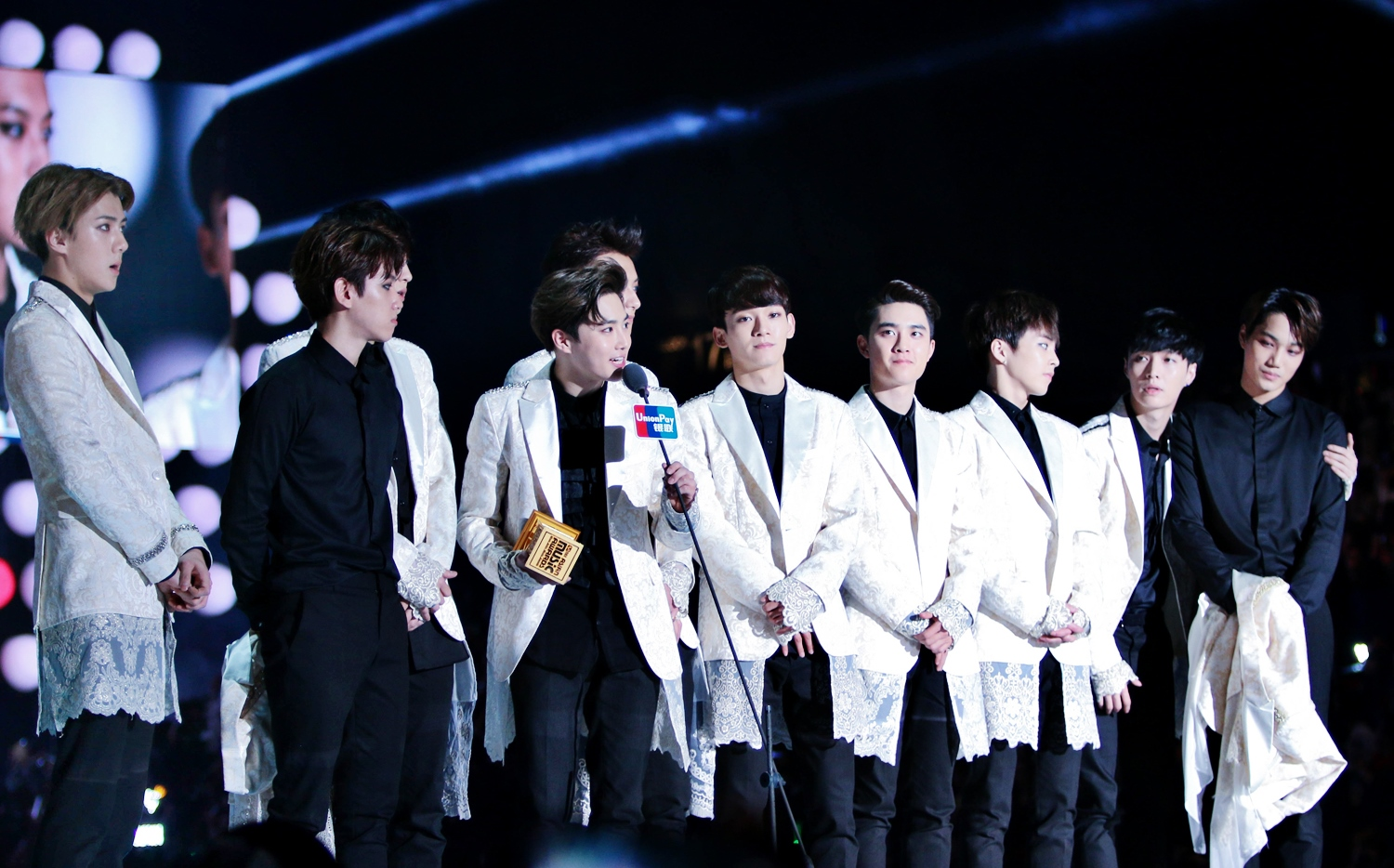
Exo (2014)
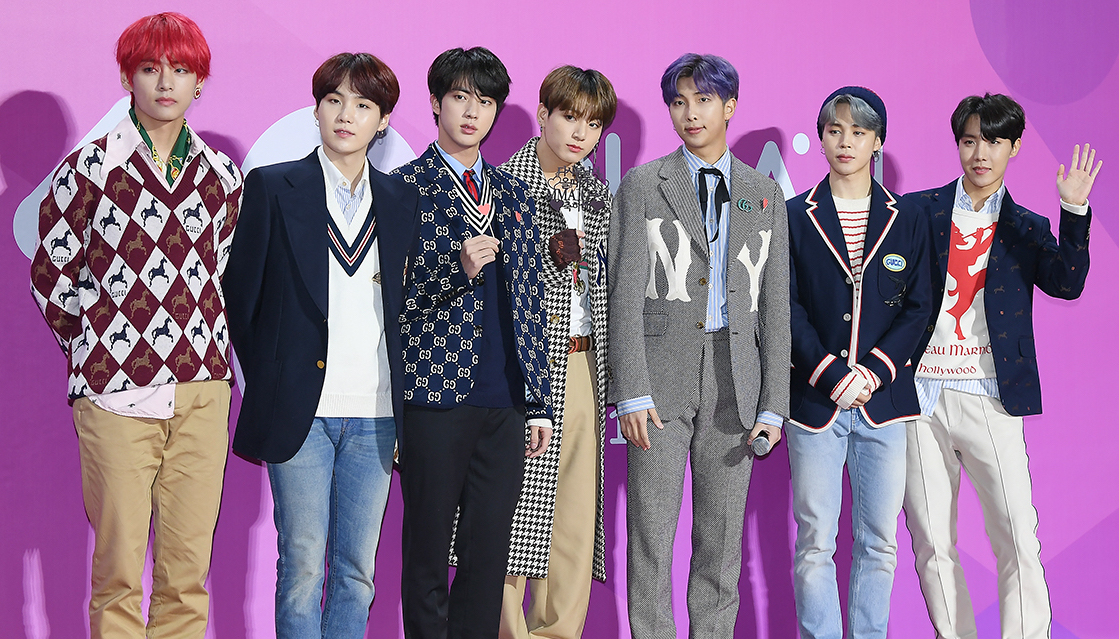
BTS (2016–20)